# Nick Yelloly
Nicholas "Nick" Jon Yelloly, född den 3 december 1990 i Stafford, är en brittisk racerförare. Yelloly tävlade mellan 2009 och 2010 i olika Formel Renault-mästerskap. 2011 tävlade han i GP3 Series och gjorde även några inhopp i Formula Renault 3.5 Series, vilket ledde till att han körde hela säsongen i serien 2012. 2013 var han tillbaka i GP3 Series och fortsatte i serien även 2014. Under  2015 tävlar han i GP2 Series.

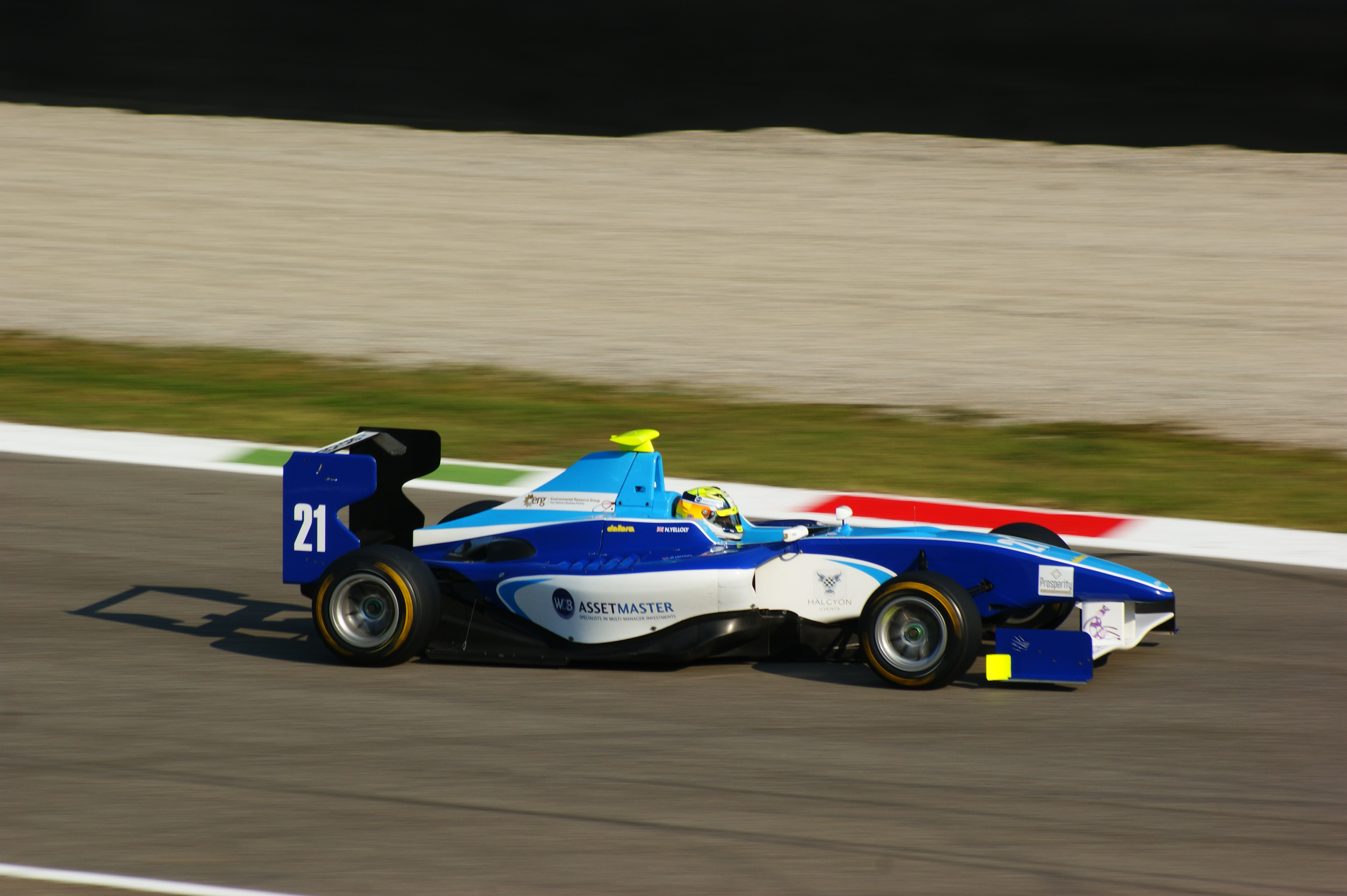
Yelloly på Autodromo Nazionale Monza.